# Férfibánat
A Férfibánat  a  magyar Hobo Blues Band blueszenekar tizenegyedik nagylemeze.

## Számok
1. Mint egy tolvaj – 5:15
2. Karácsonyi üdvözlet – 4:14
3. Meg nem írt levél – 4:05
4. Néha egy idegen is jobb a magánynál – 5:16
5. Férfibánat – 4:29
6. Péntek esti hős – 4:08
7. Ballada a parlamenthez (Faludy mester tiszteletére) – 3:26
8. Egy hosszú film után – 4:52
9. Balladás barátaim (Bereményi Gézának és Cseh Tamásnak) – 4:59
10. Semmid nincs, de Ő a tied – 4:32

## Közreműködők
- Földes László – ének
- Póka Egon – basszusgitár, billentyűsök, (vokál 6)
- Solti János – dobok, ütőhangszerek
- Tátrai Tibor – gitár
- Tóth János Rudolf – gitár, (vokál 6)

Vendégművészek:
- Tomsits Rudolf – trombita (5)
- Lakatos Tóni (Tony Lakatos) – szaxofon, (6, 7, 9, 10)
- Zenei rendező – Póka Egon
- Hangmérnök – Ottó Tivadar
- Fotó – Lugo
- Grafika – Heiszler Zoltán

A felvétel a törökbálinti "P" Stúdióban készült 1992-ben.